# Bà mẹ Việt Nam anh hùng

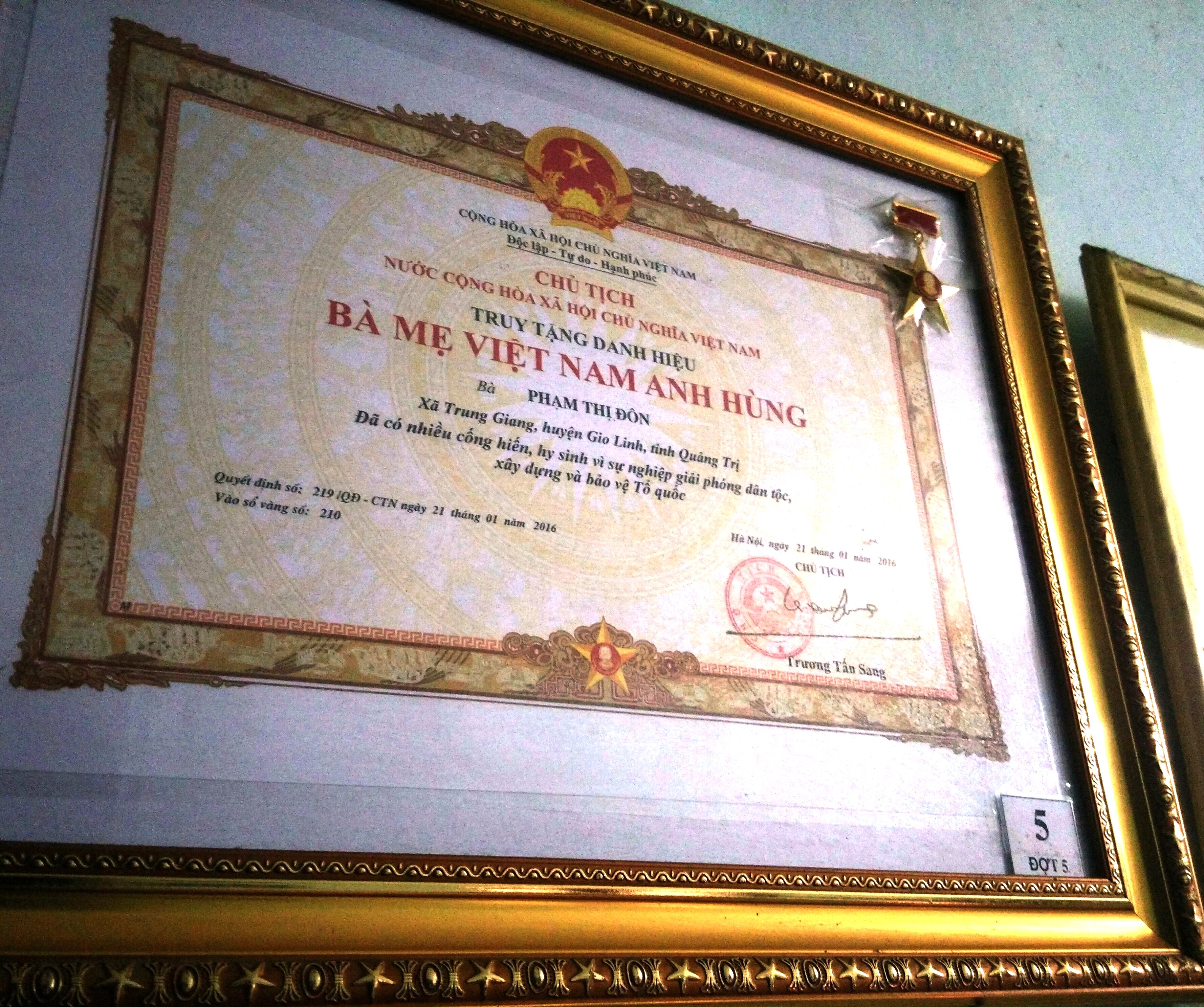
Một Bằng khen chứng nhận danh hiệu cho một Bà mẹ Việt Nam Anh hùng của Chủ tịch nước

Bà mẹ Việt Nam anh hùng là danh hiệu vinh dự được Nhà nước Việt Nam phong tặng hoặc truy tặng những phụ nữ Việt Nam có nhiều cống hiến, hi sinh vì sự nghiệp giải phóng dân tộc, bảo vệ tổ quốc và làm nghĩa vụ quốc tế.
Danh hiệu này được quy định lần đầu tiên tại Pháp lệnh Quy định danh hiệu vinh dự Nhà nước "Bà mẹ Việt Nam Anh hùng" ngày 29 tháng 8 năm 1994, sau đó được sửa đổi bổ sung bởi Pháp lệnh số 05/2012/UBTVQH13 ngày 20 tháng 10 năm 2012 của Ủy ban Thường vụ Quốc hội nước Cộng hòa Xã hội chủ nghĩa Việt Nam thuộc điểm a, khoản 2, Điều 58 Luật Thi đua, khen thưởng 2003.

## Hoàn cảnh ra đời
Giữa tháng 5/1994, Ban Bí thư Trung ương Đảng triệu tập cuộc họp do Tổng bí thư Đỗ Mười chủ trì để nghe Tổng cục Chính trị báo cáo tình hình công tác chính sách. Tham dự cuộc họp có lãnh đạo Bộ Lao động - Thương binh và Xã hội, Bộ Tài chính và đại diện các cơ quan, ngành có liên quan.
Sau khi nghe báo cáo, Tổng bí thư Đỗ Mười yêu cầu mọi người tập trung thảo luận và đề xuất giải quyết những vấn đề quan trọng, bức thiết đặt ra. Trong phần kết luận cuộc họp, Tổng bí thư nhấn mạnh: Nhiều năm qua, Đảng, Nhà nước đã có nhiều chủ trương, chính sách. Quân đội cùng các ngành, các địa phương và toàn dân đã có nhiều cố gắng tổ chức thực hiện những chính sách đã ban hành. Kết quả đó góp phần ổn định tình hình chính trị – xã hội trên từng địa phương và trong cả nước. Tuy nhiên, tính đến thời điểm này, chưa có chính sách đãi ngộ thỏa đáng cả về tinh thần và vật chất đối với một đối tượng đặc biệt – đó là những người mẹ đã hiến dâng cho Tổ quốc những người con ưu tú. Xét đến cùng, các mẹ là những người có công lớn nhất trong chiến tranh giải phóng và bảo vệ Tổ quốc. Ban Bí thư yêu cầu Tổng cục Chính trị phối hợp với các ngành – nhất là Bộ Lao động - Thương binh và Xã hội – triển khai nghiên cứu xây dựng một chính sách xứng đáng đối với các bà mẹ có nhiều cống hiến. Có thể khẳng định rằng, ý tưởng về chính sách "Bà mẹ Việt Nam anh hùng" bắt nguồn từ cuộc họp đó của Ban Bí thư Trung ương Đảng.
Chấp hành kết luận của Tổng bí thư, ông Lê Khả Phiêu (Chủ nhiệm Tổng cục Chính trị) và ông Đặng Vũ Hiệp (Phó chủ nhiệm Tổng cục Chính trị) đã giao cho Cục Chính sách nghiên cứu đề án. Trong một thời gian ngắn, Cục Chính sách đã cử cán bộ về các địa phương khảo sát số lượng, tình hình đời sống của các bà mẹ có nhiều con là liệt sĩ, cũng như nguyện vọng đề đạt của nhân dân. Trên cơ sở đó, Cục Chính sách đã xây dựng đề án, phối hợp nghiên cứu, tiến hành xin ý kiến của các cơ quan có liên quan trong và ngoài quân đội.
Tiếp đến, Cục Chính sách đã giúp Tổng cục Chính trị, Đảng ủy Quân sự Trung ương, Bộ Quốc phòng xây dựng tờ trình lên Ban Bí thư, Chính phủ, Ủy ban Thường vụ Quốc hội về chính sách với các nội dung bao gồm: Xác định đối tượng, tiêu chuẩn, hình thức khen thưởng, chế độ được hưởng và thủ tục, quy trình xét tặng. Ban đầu, trong quá trình nghiên cứu và ý kiến tại các cuộc hội thảo, có nhiều ý kiến đề xuất các phương án khác nhau về tên gọi của danh hiệu vinh dự. Cuối cùng, tên gọi "Bà mẹ Việt Nam Anh hùng" là phương án tối ưu, được các cơ quan thống nhất cao.
Ngày 29/8/1994, Ủy ban Thường vụ Quốc hội đã thông qua Pháp lệnh Quy định Danh hiệu vinh dự Nhà nước "Bà mẹ Việt Nam Anh hùng".
Ngày 10/9/1994, Chủ tịch nước Lê Đức Anh đã ký Lệnh công bố Pháp lệnh Quy định Danh hiệu vinh dự Nhà nước "Bà mẹ Việt Nam Anh hùng".
Ngày 20/10/1994, Chính phủ ban hành Nghị định 167-CP thi hành Pháp lệnh Quy định danh hiệu vinh dự Nhà nước "Bà mẹ Việt Nam Anh hùng".

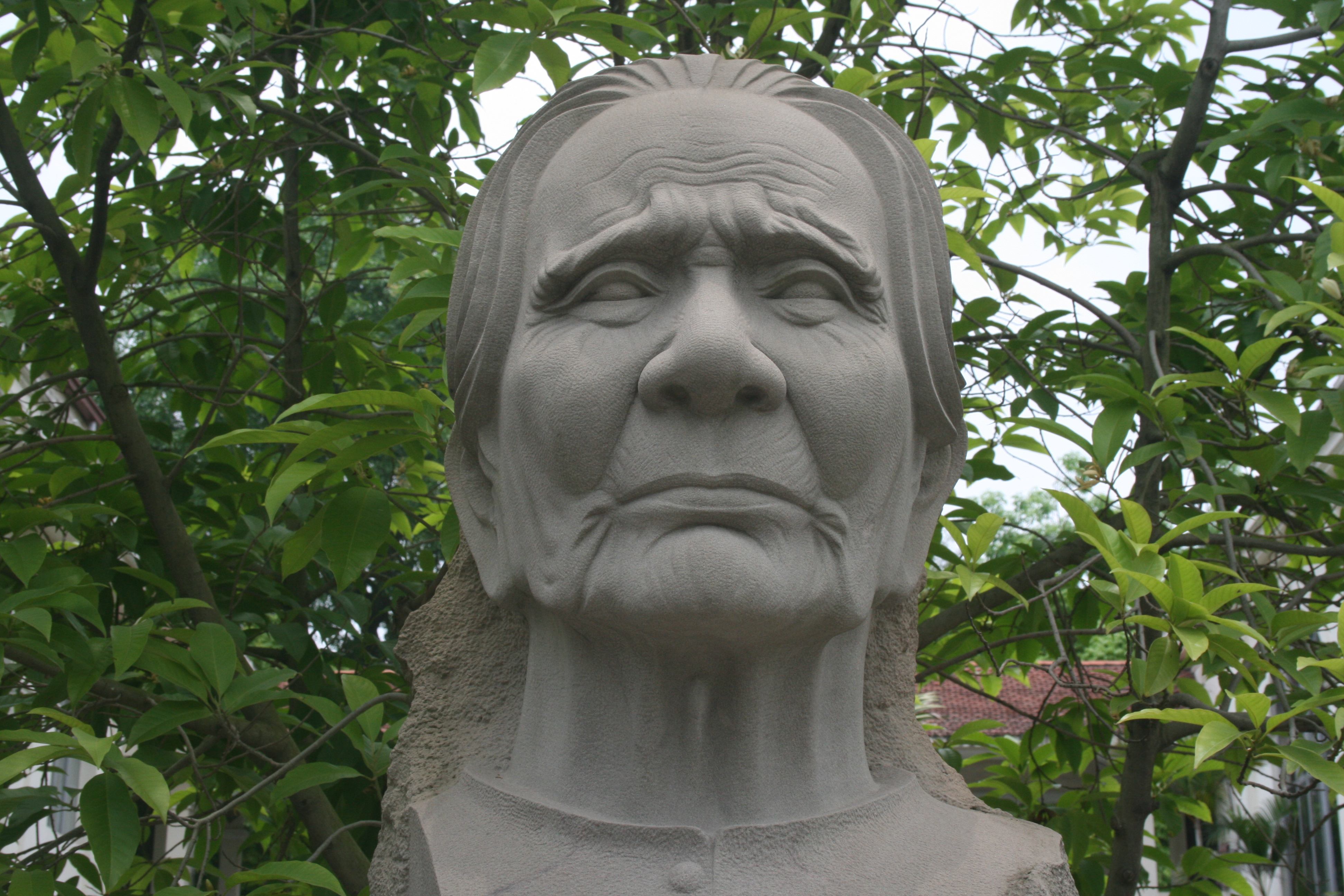
Tượng bà Nguyễn Thị Thứ - Bà mẹ Việt Nam Anh hùng tiêu biểu

Ngày 17/12/1994, Chủ tịch nước Lê Đức Anh đã ký quyết định tặng và truy tặng danh hiệu "Bà mẹ Việt Nam Anh hùng" đợt đầu tiên cho 19.879 người trong cả nước, trong đó có một số cá nhân nổi bật: Nguyễn Thị Thứ ở Điện Thắng, Điện Bàn, Quảng Nam có 9 con, 1 rể, 2 cháu ngoại là liệt sĩ; Phạm Thị Ngư ở Hàm Hiệp, Hàm Thuận, Bình Thuận có 8 con là liệt sĩ, bản thân là Anh hùng LLVT nhân dân; Trần Thị Mít ở Hải Phú, Hải Lăng, Quảng Trị có 9 con là liệt sĩ; Nguyễn Thị Rành, ở Phước Hiệp, Củ Chi, TP Hồ Chí Minh có 8 con là liệt sĩ, bản thân là Anh hùng LLVT nhân dân; Nguyễn Thị Dương ở Triệu Thành, Triệu Phong, Quảng Trị có 8 con thì 5 con là liệt sĩ (3 người con khác là: Đại tướng Đoàn Khuê, Trung tướng Đoàn Chương và Đại tá Đoàn Thúy)...
Ngày 19/12/1994, nhân kỷ niệm 50 năm Ngày thành lập Quân đội nhân dân Việt Nam – Ngày hội Quốc phòng toàn dân, Đảng Cộng sản Việt Nam và Nhà nước Việt Nam đã tổ chức trọng thể Lễ tuyên dương Danh hiệu Bà mẹ Việt Nam anh hùng lần đầu tiên cho 59 Bà mẹ Việt Nam anh hùng tiêu biểu, đại diện cho gần 2 vạn bà mẹ được phong tặng.
Hưởng ứng Lời kêu gọi của Ủy ban Trung ương Mặt trận Tổ quốc Việt Nam, nhiều năm qua, các địa phương, các ngành, đoàn thể tại Việt Nam đã dấy lên phong trào "Phụng dưỡng các Bà mẹ Việt Nam Anh hùng". Cùng với chế độ đãi ngộ theo quy định của Nhà nước, việc phụng dưỡng của các đơn vị quân đội, các tổ chức đoàn thể xã hội và nhân dân các địa phương đã góp phần nâng cao đời sống tinh thần, vật chất của những phụ nữ còn sống.
Dưới sự chỉ đạo của Tổng cục Chính trị, Cục Chính sách là cơ quan chủ trì việc nghiên cứu đề xuất và chỉ đạo, hướng dẫn tổ chức thực hiện chính sách "Bà mẹ Việt Nam anh hùng". Ông Nguyễn Mạnh Đẩu với cương vị Cục trưởng đã cùng các ông: Phạm Lam, Đỗ Quang Bích (Phó cục trưởng), Nguyễn Văn Tinh, Lê Thế Hải (Phòng Khen thưởng) và một số cán bộ nghiên cứu thuộc Cục Chính sách giữ vai trò điều tra, khảo sát, phản ánh và là những người trực tiếp "chắp bút", "biên tập" các văn kiện.

## Tiêu chuẩn
Tiêu chuẩn đạt danh hiệu "Bà mẹ Việt Nam Anh hùng" (kể cả là Anh hùng lực lượng vũ trang nhân dân Việt Nam) dành cho những phụ nữ đạt một trong những tiêu chuẩn sau:
- Có 2 con trở lên là liệt sĩ;
- Có 2 con mà 1 người là liệt sĩ, 1 người là thương binh với thương tật từ 81% trở lên.
- Chỉ có 1 con mà người đó là liệt sĩ;
- Có 1 con là liệt sĩ, chồng hoặc bản thân là liệt sĩ.

Người con được định nghĩa là liệt sĩ bao gồm con đẻ và con nuôi của người mẹ đã được pháp luật xác nhận, và đã được Chính phủ tặng Bằng "Tổ Quốc Ghi Công".
Người phụ nữ có đủ 1 trong 4 trường hợp nêu trên do phải chịu đựng nỗi đau mất con, mất chồng mà bị bệnh tâm thần, vẫn được tặng danh hiệu "Bà mẹ Việt Nam Anh hùng".
Người chồng là liệt sĩ được định nghĩa là người đã được Chính phủ tặng Bằng "Tổ quốc ghi công" mà Bà mẹ là vợ của người đó được hưởng chế độ tuất liệt sĩ.
Danh hiệu này do Chủ tịch nước ký tặng hoặc truy tặng theo đề nghị của Chính phủ.
Người được tặng (hoặc truy tặng) được cấp bằng và huy hiệu "Bà mẹ Việt Nam Anh hùng".

## Thống kê
Từ tháng 12/1994 đến hết năm 2001, Nhà nước Cộng hòa Xã hội chủ nghĩa Việt Nam đã phong tặng và truy tặng danh hiệu "Bà mẹ Việt Nam anh hùng" cho:
- Cả nước: 44.253 người.[7]
  - Miền Bắc: 15.033 người.
  - Miền Nam: 29.220 người.
  - Tỉnh Quảng Nam là tỉnh có nhiều Bà mẹ Việt Nam anh hùng nhất với 11.658 người.

Trong đó:
- có con độc nhất là liệt sĩ: 9.903 người.
- có 2 con là liệt sĩ: 1.535 người.
- có 3 con là liệt sĩ: 10.067 người.
- có 4 con là liệt sĩ: 1.535 người.
- có 5 con là liệt sĩ: 258 người.

Tính đến tháng 7/2020, Nhà nước Việt Nam đã phong tặng hoặc truy tặng 139.275 Bà mẹ Việt Nam anh hùng, trong đó tỉnh Quảng Nam có số lượng được phong tặng và truy tặng cao nhất (15.261 người), tiếp theo là Bến Tre với 6.905 người, Quảng Ngãi với 6.802 người, và Hà Nội với 6.723 người.
Từ thập niên 1990, do đã kết thúc chiến  nên rất hãn hữu mới có trường hợp được phong tặng Bà mẹ Việt Nam anh hùng. Bà Lê Thị Minh Thủy (56 tuổi) ở Nha Trang (Khánh Hòa) là Mẹ Việt Nam anh hùng gần đây nhất, được phong tặng vào tháng 7/2018, bà có chồng và 1 con trai cùng là liệt sĩ (cả 2 đều là phi công, hy sinh khi bay huấn luyện).

## Một số bà mẹ Việt Nam anh hùng tiêu biểu
Một số bà mẹ Việt Nam anh hùng tiêu biểu:
1. Nguyễn Thị Thập: quê quán Long Hưng, Châu Thành, Mỹ Tho (nay là tỉnh Tiền Giang), có chồng và có con là liệt sĩ. Liên tục từ khóa I đến khóa VI, bà được bầu vào Quốc hội và giữ chức vụ Phó Chủ tịch Quốc hội từ khóa II đến khóa VI. Trước khi được trao danh hiệu này, bà đã được Nhà nước tặng thưởng Huân chương Sao Vàng – Huân chương cao quý nhất của Nhà nước Việt Nam.
2. Nguyễn Thị Thứ: quê quán thôn Thanh Quýt, Điện Thắng, Điện Bàn, Quảng Nam, có chồng, 9 con và 1 con rể, 2 cháu ngoại là liệt sĩ. Con gái cả của bà là Lê Thị Trị cũng được trao tặng danh hiệu Bà mẹ Việt Nam Anh hùng vào ngày 30 tháng 4 năm 2007, vì có chồng và hai con gái là liệt sĩ.
3. Phạm Thị Ngư (1912-2002): quê quán Hàm Hiệp, Hàm Thuận, Bình Thuận, có 5 con trai, 2 con gái và 1 con rể là liệt sĩ, bản thân bà là Anh hùng lực lượng vũ trang nhân dân. Suốt nhiều năm trong cuộc Chiến tranh Việt Nam, bà Ngư cùng bà con cơ sở đã chuyển ra vùng căn cứ giải phóng nhiều tấn lương thực, thực phẩm, thuốc men tiếp tế cho cách mạng, góp phần đáng kể vào thắng lợi của sự nghiệp chống Mỹ ở địa phương. Ngày 6/11/1978, bà Phạm Thị Ngư đã được Quốc hội và Nhà nước tuyên dương Anh hùng lực lượng vũ trang nhân dân, ngày 11/7/1985 bà được Hội đồng Nhà nước tặng thưởng huân chương Độc lập hạng Nhất, huân chương Chiến công giải phóng hạng Nhất. Ngày 17/12/1994, bà Ngư được Nhà nước phong danh hiệu Bà mẹ Việt Nam anh hùng.
4. Lê Thị Hẹ: quê quán: Thôn Linh An, Triệu Trạch, Triệu Phong, Quảng Trị. Cả gia đình và họ hàng gần của bà có 7 bà Mẹ Việt Nam anh hùng và 15 liệt sĩ đã hi sinh xương máu vì độc lập dân tộc, thống nhất đất nước. Riêng gia đình bên chồng của bà có 5 Bà mẹ Việt Nam Anh hùng và 11 liệt sĩ. Bản thân bà cùng 1 con gái, 3 con dâu là Bà mẹ Việt Nam Anh hùng. Trong số 15 liệt sĩ có 2 con đẻ, 1 con dâu, 1 con rể, 4 cháu nội, 2 cháu ngoại và 4 người cháu.
5. Trần Thị Viết (1892-2011): ngụ ấp Cả Dứa, Tuyên Bình Tây, Vĩnh Hưng, Long An. Bà có chồng là Nguyễn Văn Dành (sinh năm 1888), là con của một gia đình nghĩa binh tham gia chiến tranh Đông Dương thời Cần Vương, quê ở miền Trung, để tránh sự truy lùng của quân Pháp đã dạt vào Đồng Tháp Mười sống ẩn dật. Bà có 10 người con (8 trai, 2 gái). Cả 8 con trai của mẹ đều tham gia kháng chiến giải phóng đất nước, và 7 người đã hy sinh (trong đó có 2 người hy sinh khi chưa có vợ và không tìm được mộ). Năm 1966, cụ Dành qua đời, và bà xuống tóc quy y ở chùa Thanh Lập (quận Mỹ An, tỉnh Kiến Phong, nay là Đồng Tháp), với pháp danh Diệu Mãnh. Một hôm giặc ập đến chùa bắt bà vào trại giam, chúng đánh đập nhưng không khai thác được gì, cũng không thể bắt bà yêu cầu các con từ bỏ cách mạng, nên bà được trả tự do. Ngày 17/12/1994, bà được Nhà nước phong danh hiệu Bà mẹ Việt Nam anh hùng. Bản thân bà là Mẹ Việt Nam anh hùng sống thọ nhất, cũng được sách kỷ lục Việt Nam ghi nhận là người phụ nữ cao tuổi nhất Việt Nam vào năm 2010. Bà có hơn 40 cháu nội và ngoại, hơn 150 chắt, khoảng 300 cháu cố 5 đời. Bà hưởng thọ 119 tuổi.
6. Trần Thị Mít: quê quán Hải Phú - Hải Lǎng - Quảng Trị, có chồng, 6 người con đẻ, 1 con dâu và 1 cháu nội là liệt sĩ.
7. Nguyễn Thị Rành: ấp Trúc Đèn, xã Phước Hiệp, huyện Củ Chi, có 8 con trai và 2 cháu là liệt sĩ, bản thân bà là Anh hùng lực lượng vũ trang nhân dân.
8. Phạm Thị Khánh: quê quán Hòn Đất - Kiên Giang, có 8 con trai thì 7 người là liệt sĩ.
9. Vǎn Thị Thừa: quê quán Duy Xuyên - Quảng Nam Đà Nẵng có chồng và 4 con là liệt sĩ, bản thân bà là Anh hùng lực lượng vũ trang nhân dân.
10. Hồ Thị Hạnh và con gái là Trần Thị Thêu: quê quán Ấp Hưng Hoà - Phiến Cầu - Trà Vinh; trong gia đình có 10 người con là liệt sĩ.
11. 2 chị em Nguyễn Thị Dương, Nguyễn Thị Lạnh, nơi ở 12A Lý Nam Đế và 7/30 Lý Nam Đế - Hà Nội; bà Dương có 8 con thì 5 con là liệt sĩ, bà Lạnh có 1 con duy nhất là liệt sĩ.
12. 3 chị em ruột Bùi Thị Hai, Bùi Thị Dị, Bùi Thị Sáu ở Hàm Chính - Hàm Thuận - Bình Thuận. Bà Hai có chồng và 4 con là liệt sĩ; bà Dị có 3 con là liệt sĩ; bà Sáu có 4 con là liệt sĩ.
13. Lê Thị Cháu (tên thật là Lê Thị Lý), dân làng quen gọi là ông bà Diêu Cháu quê ở làng Mai Xá (Gio Mai, Gio Linh, Quảng Trị), là người mẹ quặn lòng nuốt hận mang thúng đi lấy đầu con bị quân Pháp chặt rồi bêu giữa chợ về khâm liệm, mai táng, được nhạc sĩ Phạm Duy ca ngợi trong ca khúc cách mạng "Bà mẹ Gio Linh".[10]

## Vinh danh
- Ngoài được tặng danh hiệu, trợ cấp,... họ luôn được mọi người kính mến gọi là ''Mẹ''.
- Bài hát ''Hát về mẹ Việt Nam anh hùng'' của nhạc sĩ An Thuyên là bài hát vô cùng nổi bật về những bà mẹ đã hi sinh để góp công giành lại độc lập cho Việt Nam;
- Ở Quảng Nam, có Tượng đài Mẹ Việt Nam anh hùng lấy nguyên mẫu từ bà Nguyễn Thị Thứ nhằm tôn vinh Mẹ nói riêng và tất cả những Bà mẹ Việt Nam anh hùng khác nói chung.